# Potápka roháč
Potápka roháč (Podiceps cristatus) je středně velký vodní pták z řádu potápek a největší zástupce tohoto řádu v Evropě. Vyskytuje se na všech kontinentech východní polokoule, a je tak jednou z nejrozšířenějších potápek světa. K životu přitom preferuje hlubší vodní plochy bohaté na potravu a porosty rákosin, které ji slouží jako úkryt a místo pro hnízdění.
Během období rozmnožování je nápadná svými výraznými tmavými límcovými pery, která jsou nejvýraznější při jejich zásnubních tancích, při kterých se obě pohlaví uklání a představují svému partnerovi kusy vodních rostlin, pro které se potápí pod vodní hladinu a která později slouží jako materiál pro stavbu hnízda. Je monogamní (žije v párech) a živí se zejména menšími rybami, které loví pod vodou.

## Taxonomie
Potápky jsou malí až středně velcí vodní ptáci. Rozlišuje se u nich několik rodů, z nichž nejpočetnější, Podiceps, do kterého se řadí i potápka roháč, čítá celkem 9 druhů, z toho jeden nedávno vyhynul.
Název rodu Podiceps pochází z latinských slov podicis, což znamená „otvor“ nebo „řiť“, a pes, které se překládá jako „noha“. Toto slovní spojení odkazuje na výrazně dozadu posunuté umístění končetin. Druhové jméno cristatus je pak odvozeno z latinského crista, které lze přeložit jako „hřeben“ a odkazuje na chocholku na hlavě roháče. Tento název druhu přiřkl švédský přírodovědec Carl Linné v roce 1758.

### Poddruhy
Potápka roháč se vyskytuje ve 3 poddruzích. První, nejpočetnější, P. c. cristatus, se vyskytuje na území Evropy a Asie, druhý, P. c. infuscatus, v Africe a poslední, P. c. australis, v Austrálii a na Novém Zélandu.

## Popis

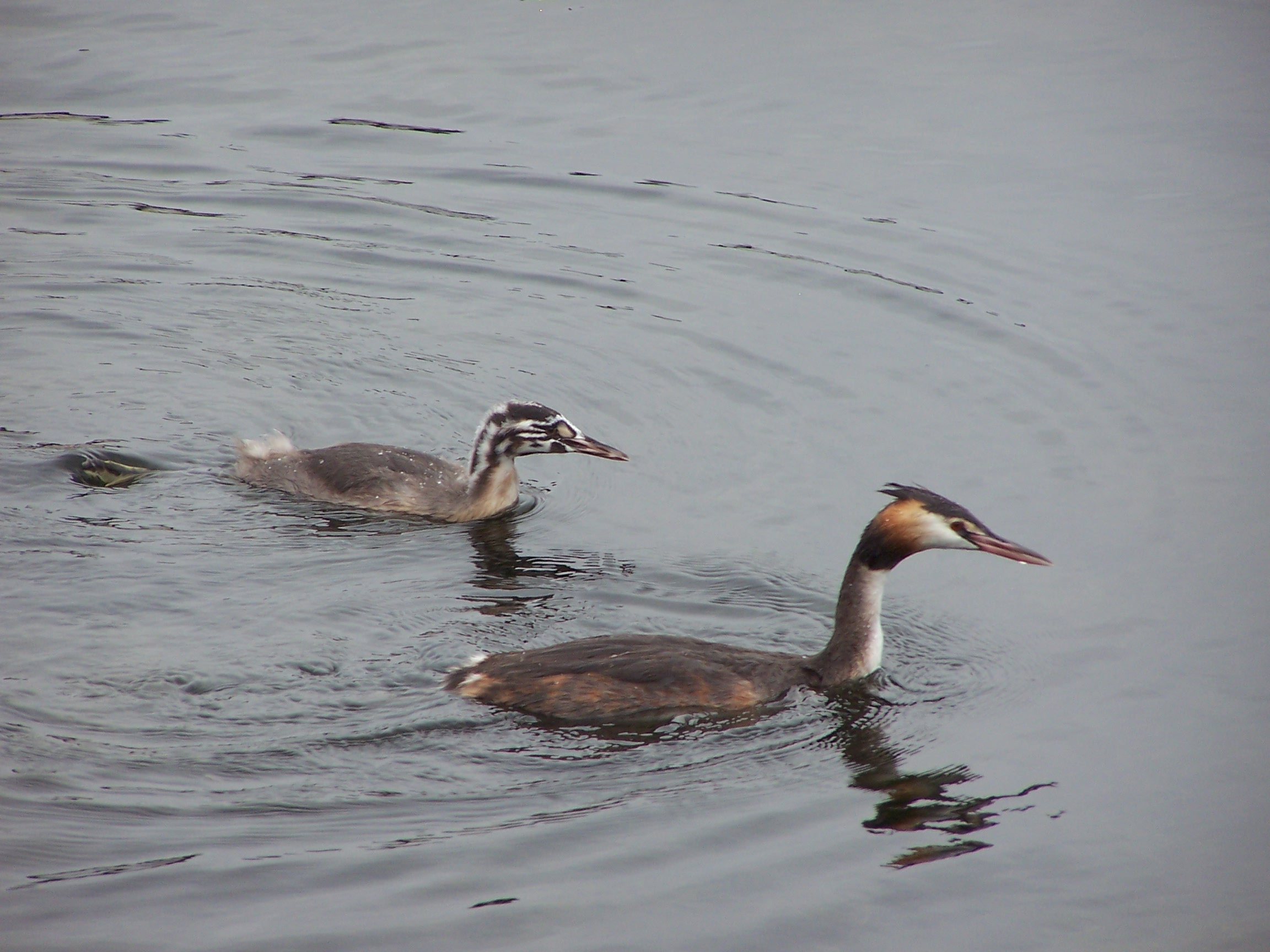
Mladý pták společně s dospělcem

Potápka roháč je největší zástupce potápek v Evropě.
Dorůstá 46–51 cm, v rozpětí křídel měří 59–73 cm a dosahuje hmotnosti v rozmezí od 750 do 1 200 g, samice jsou přitom o něco menší než samci.
Stavbou těla je potápka roháč skvěle přizpůsobena životu ve vodě. Má relativně dlouhé tělo a krk porostlý měkkým, velmi hustým a vysoce vodotěsným peřím a vysoce pohyblivé klouby na končetinách, na jejichž prstech nemá na rozdíl od většiny jiných vodních ptáků plovací blány, ale kožní laloky.
Svrchu je celkově tmavá s černými křídly, hnědým hřbetem a boky, světlým obličejem a dlouhým, zašpičatělým, tmavým zobákem. Spodní strana těla je bílá, končetiny olivově zelené, od kořene zobáku k oku se na její hlavě táhne silný černý pruh. Ve svatebním šatě (tj. opeření během období rozmnožování) je zcela nezaměnitelná a nápadná zejména svou tmavou chocholkou a výraznými roztažitelnými límcovými pery, která jsou tmavě hnědá s černými konci.
V zimním šatě límcová pera zcela postrádá, chocholka ji však zůstává, hlavu má jinak celou světlou a světlejšího zbarvení je i zobák.
Obě pohlaví se zbarvením nijak viditelně neliší, mladí ptáci však mají na rozdíl od dospělců tmavé pruhování na hlavě.
Létá nízko, s nataženým krkem a končetinami a pravidelnými údery křídel.
Výrazně se ozývá, zejména pak během období rozmnožování, kdy je možné zaslechnout chraptivé grek, ke ke ke, arrr nebo koorr. Mláďata v hnízdě se pak často ozývají výrazným a daleko slyšitelným pí pí.

## Rozšíření

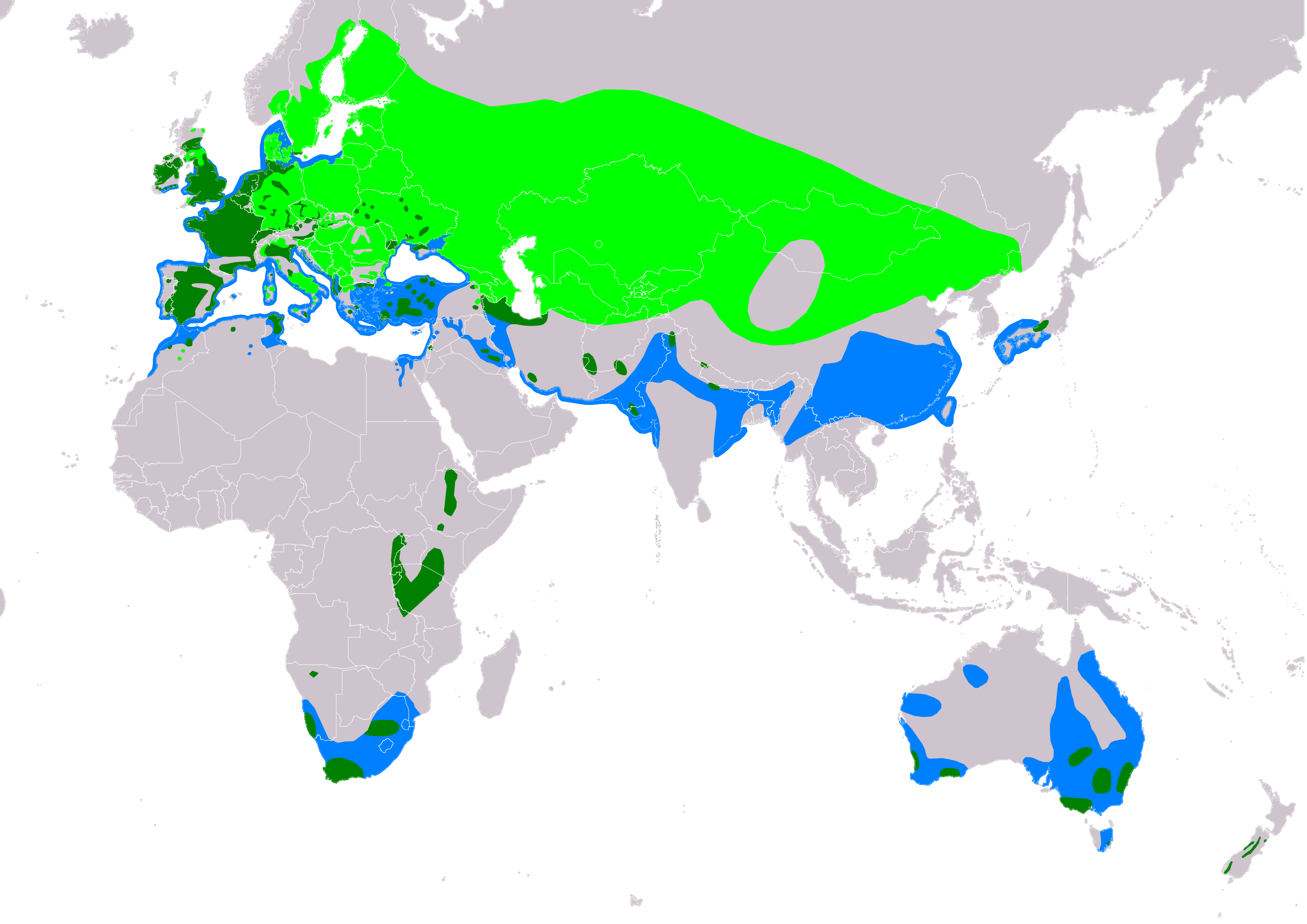
Mapka s rozšířením:
hnízdiště
celoroční výskyt
zimoviště

Potápka roháč je široce rozšířeným ptákem. Hnízdí téměř v celé Evropě (zcela chybí pouze v severní Skandinávii), výrazně zasahuje také do Asie, pobřežních oblastí Austrálie, na Nový Zéland a do Afriky. Její globální areál rozšíření přitom zaujímá plochu menší než 20 000 km².
Je částečně tažná, ptáci z východní, severní a částečně pak i ze střední Evropy na zimu migrují zejména do Středomoří a k pobřeží Atlantského oceánu. Migrují přitom v noci a na svá hnízdiště se obvykle opět navrací již v dubnu. V oblastech s nezamrzajícími vodními plochami se často zdržuje po celý rok.

### Početnost
Ačkoli je potápka roháč v současné době hojným druhem, jehož globální populace je odhadována na 530 000–1 700 000 jedinců,
(její evropská populace přitom čítá více než 300–450 000 párů) v minulosti byla v mnoha zemích ve vysokém ohrožení. Typickým příkladem je Velká Británie, kde byla v průběhu 19. století téměř zcela vyhubena, v roce 1860 na jejím území ve volné přírodě přežívalo dokonce jen 42 párů. Hlavním důvodem tohoto drastického poklesu početnosti byl lov, její límcová a hrudní pera totiž byla velmi oblíbenou součástí dobové módy a sloužila jako dekorace na kloboucích.
V současné době pro ni však představuje největší hrozbu ztráta přirozeného biotopu způsobená odvodňováním, znečištěním a vysušováním mnoha vodních ploch.

### Biotop

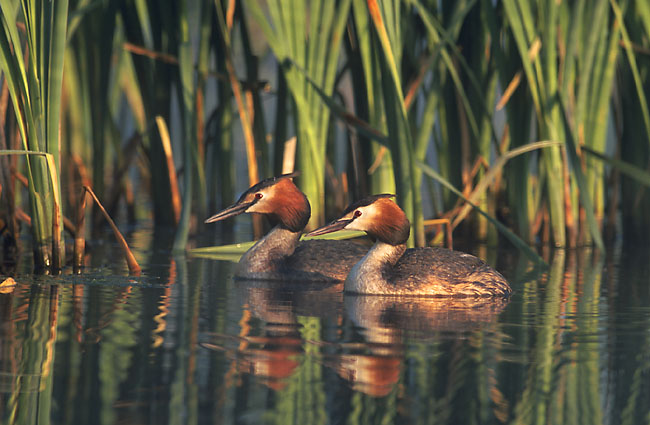
Pár potápek ve svém přirozeném prostředí

Potápka roháč obývá prakticky všechny typy vod, k životu však preferuje zejména velké, hluboké vodní plochy se sladkou vodou a dostatečně zastoupeným porostem rákosin na jejich okrajích. Nejčastěji se tak vyskytuje na jezerech, rybnících, ale i na nádržích, v močálech, lagunách, na pomalu tekoucích řekách a v jejích ústích.

### Rozšíření v Česku
V posledních letech byl u její populace patrný viditelný pokles, načež byla zařazena na seznam zranitelných druhů. I přesto je však českou nejhojnější a nejznámější potápkou. Vyskytuje se prakticky na celém území státu až po nadmořskou výšku 600 m a hnízdí zde v počtu 3 500–7 000 párů. Ačkoli se v České republice vyskytuje po celý rok, v zimě je zde výrazně vzácnější (přezimuje zde pouze 1–2 000 jedinců, ostatní odlétají do zimovišť).

## Chování

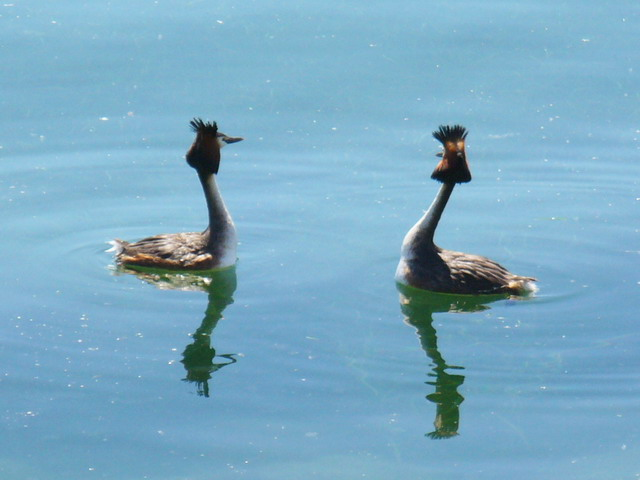
Pár potápek při zásnubních tancích

Počátkem 20. století potápky roháče zkoumal anglický zoolog Julian Huxley, který roku 1914 publikoval průkopnickou etologickou publikaci s názvem The courtship habits of the Great Crested Grebe („Namlouvací zvyky potápek roháčů“).
Potápka roháč je skvěle přizpůsobena životu ve vodě, na souši se naopak pohybuje velmi nemotorně, a proto na ni vylézá jen velmi zřídkakdy. Dokonce i při blížícím se nebezpečí se namísto úletu přednostně potápí.
Je monogamní, trvalé svazky s jedním partnerem přitom vytváří jen na jedno hnízdní období; během tahu se často sdružuje do hejn.

### Potrava
Hlavní složku potravy u potápky roháče tvoří ryby, které loví pod vodou. Zde přitom dokáže vydržet až 3 minuty a dosáhnout hloubky až 20 m, většinou se však nepotápí hlouběji než 6 m. Křídla má přitom složená podél těla a k pohybu pod vodou využívá končetin. Živí se zejména menšími rybami ve velikosti 5–20 cm, přednostně pak zástupci z čeledi kaprovitých, denně přitom spotřebuje zhruba 150–200 g potravy. Mimo nich požírá i hmyz, korýše (včetně mořských krevet), měkkýše, pulce a žáby.
Poraněním ostrými kostmi předchází polykáním vlastního peří, které v žaludku vytváří hmotu, do které se nestravitelné zbytky obalují.

### Rozmnožování
Potápka roháč může v příhodných oblastech a podmínkách začít hnízdit již v lednu, ve střední Evropě však obvykle hnízdí od dubna do července.

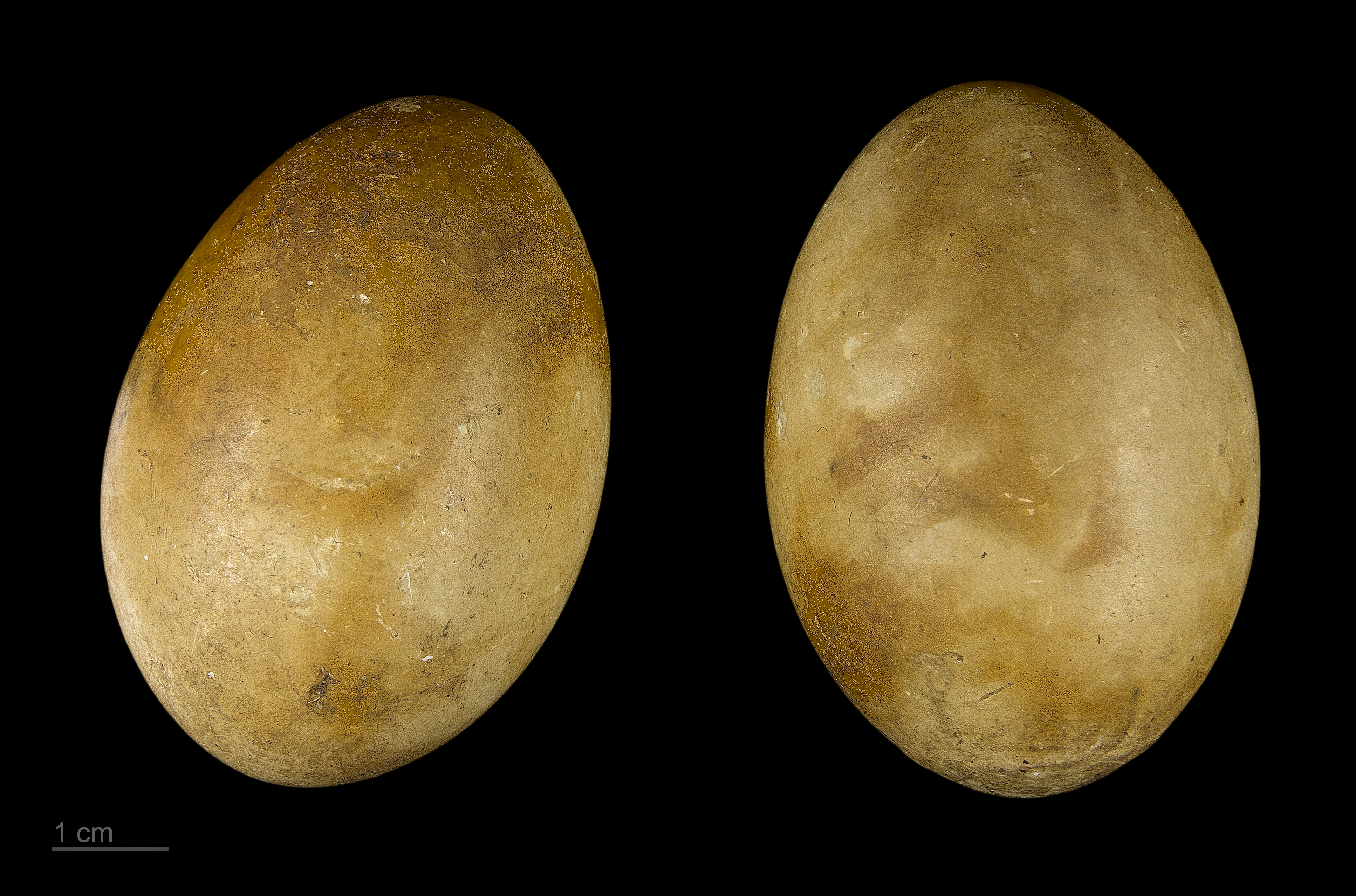
Vejce potápky roháče

Je přitom pozoruhodná svými zásnubními tanci, při kterých obě pohlaví vztyčují své chocholky a límcová pera, uklání se, zvedají se nad vodu, potápí se pro vodní rostliny a vzájemně je představují svému partnerovi. Nevysoké a proto relativně náchylné, až 60 cm široké hnízdo si buduje z odumřelých rákosů a jiných vodních rostlin. Bývá většinou dobře skryté a umístěné v mělké vodě mezi rákosy nebo přichycené k nad vodu vyčnívajícím pařezům.
Hnízdí jednou až dvakrát do roka, v jedné snůšce pak bývá 3–6 zpočátku světlých, 56–37 mm velkých a 39,5 g (z toho 9 % zabírá skořápka) těžkých vajec. Pokaždé, když rodiče hnízdo opustí, snůšku důkladně přikryjí vodními rostlinami, a vejce tak později získávají hnědé zbarvení. Na jejich inkubaci, která trvá 27–29 dnů, i na péči o mláďata se podílí oba rodiče. Mláďata jsou světlá, tmavě pruhována a krátce po vylíhnutí jsou již schopna plavat a dokonce se i potápět, ale po dobu 3 týdnů se nechávají vozit na hřbetech svých rodičů, později je však již odsud sami rodiče vyhání. Na nich se pak stávají zcela nezávislí po 71–79 dnech.
Na svá hnízdiště se obvykle pravidelně vrací, opak nastává většinou pouze tehdy, pokud je zde již nedostatek potravy.
Pohlavně dospívá ve věku 2 let. Ve volné přírodě se obvykle dožívá 10–15 let, zatím nejvyšší zaznamenaný věk pochází z roku 2008 z Ruska a činí celkem 19 let a 3 měsíce.

## Onemocnění a parazité
Potápka roháč je náchylná k řadě onemocnění. Byl u ní již zaznamenán i virus ptačí chřipky H5N1 (první potvrzený případ pochází z oblasti Vitorie na severu Španělska, kde byl nalezen mrtvý zástupce tohoto druhu). Vyskytuje se u ní i řada parazitů, například tasemnice řemenatka ptačí (Ligula intestinalis) či Mircia shigini a zástupci rodu Tatria a Confluaria.